# Brug 592
Brug 592 is een kunstwerk in het Amsterdamse Bos. Het Amsterdamse Bos is een deel van de gemeente Amstelveen, terwijl de gemeente Amsterdam het beheer voert.
Een veelvoud van bruggen voor dat bos werd ontworpen door Piet Kramer, bruggenarchitect bij de Dienst der Publieke Werken. Hij ontwierp voor dat bos allerlei typen bruggen, waarbij sommige wel sterk op elkaar lijken, maar toch allemaal verschillen. Deze brug uit 1954 ligt in de Koenenkade en maakt deel uit van de Koenensluis, een sluis die het verschil in waterpeil van de Nieuwe Meer en de Hoornsloot (een soort ringsloot om het Amsterdamse Bos) moet overbruggen. Kramer kwam hier met een hefbrug. Van Kramer zijn slechts een beperkt aantal hefbruggen bekend, deze brug 592, de Kikkerbilsluis, de Omvalbrug en de in 2019 herplaatste Gevlebrug. Die laatste drie zijn aanmerkelijk groter dan brug 592. Toch verschilt brug 592 technisch van de andere drie. De heftorens, alle voorzien van ronde kappen (ook de andere drie), hebben bij brug 592 de kabelopeningen aan de waterkant, terwijl dat bij de andere drie aan de rijdekkant is.
Het is een van de laatste bruggen van de hand van Kramer, want hij zou de Publieke Werken op de grens van 1952/1953 verlaten. De brug werd samen met brug 591 en brug 595 aanbesteed en gebouwd, alle drie in de omgeving van de Nieuwe Meer. De brug, alleen toegankelijk voor voetgangers en fietsers, draagt Kramers handtekening in de balustrades en leuningen, die overal in het bos op zijn betonnen bruggen te vinden zijn. Het bestaat uit licht golvende motieven (net als de bruggen overal verschillend), gedragen door sierlijke balusters (ook overal verschillend). De siersmeedijzeren bovenlinten zijn middels een S-motief verbonden met de onderste linten. De brug is gebouwd op de fundamenten van het bovenhoofd van de Koenensluis en heeft een brugdek van stalen liggers met planken. Origineel had de brug nog brugdeuren, maar deze zijn in de loop der jaren verdwenen. De brug en de sluis wordt bediend op afspraak door 24 uur van tevoren te bellen naar het nummer op de borden bij de brug.
In 1999 werden alle bruggen in het Amsterdamse Bos door MTD Landschapsarchitecten in opdracht van de gemeente onderzocht op hun cultureel belang. Zij constateerden voor brug 592 dat het voor het bos en omstreken een waardevolle brug was. Ze merkten daarbij op dat:
- de lichte kleur de brug accentueert in een gesloten bosomgeving;
- een hefbrug in de traditie is van de Amsterdamse School;
- het een karakteristiek decoratief smeedwerk heeft in strakke dunne leuningen;
- het een bepalend onderdeel vormt van de Koenensluis.

In 2009 is er herstelwerk uitgevoerd. De gemeente Amstelveen benoemde deze brug in 2013 tot gemeentelijk monument vanwege het sterk beeldbepalende karakter in de omgeving van de Nieuwe Meer. Bovendien is het de enig bekende hefbrug in miniatuuruitvoering en vond de gemeente Amstelveen de brug een wezenlijk onderdeel binnen het oeuvre van Kramer en de verzameling bruggen in het Amsterdamse Bos.

## Bediening
Sinds 2019 is de bediening overgegaan van het waterschap naar een vereniging van Vrijwilligers Koenensluis. Op afspraak 020-2262262 wordt de brug en de sluis bediend. Voor meer informatie zie www.koenensluis.nl

## Gegevens Sluis en Brug Koenensluis

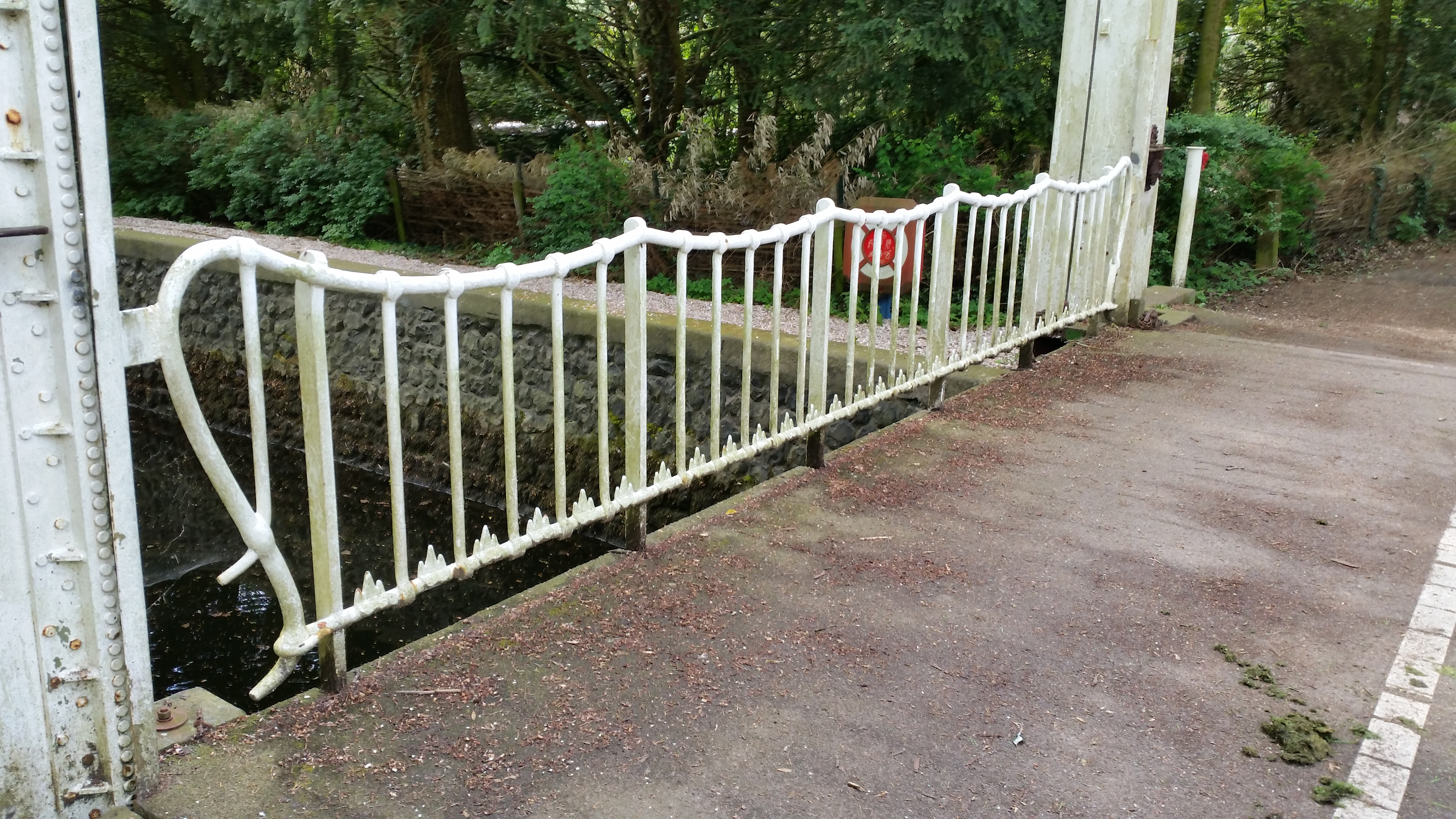
Leuning van brug 592 (april 2019)

Hoogte 2.40 M
Diepte 1.50
Wijd(breed) 4.50
Lengte 22.00 meter
Verval: 1.10 Meter
Nieuwe Meer : -6 NAP
Hoornsloot: -17 NAP 
<<< · 500 · 501 ·  503 · 504 · 505 · 506 · 507 · 508 · 509 · 510 · 511 · 512 · 513 · 514 · 515 · 516 · 517 · 518 · 519 · 520 · 521 · 522 · 523 · 525 · 526 · 527 · 528 · 530 · 531 · 532 · 533 · 534 · 535 · 536 · 537 · 538 · 539 · 540 · 541 · 542 · 543 · 544 · 545 · 546 · 547 · 548 · 549 · 550 · 551 · 552 · 553 · 554 · 555 · 556 · 557 · 558 · 559 · 560 · 561 · 562 · 563 · 564 · 565 · 566 · 567 · 569 · 571 · 572 · 573 · 575 · 577 · 578 · 580 · 581 · 582 · 583 · 584 · 586 · 587 · 589 · 590 · 591 · 592 · 593 · 594 · >>>
Brugnummers 502, 524, 529, 568, 570, 574, 576, 579, 585, 588, 595, 596, 597, 598, 599 zijn niet (meer) vergeven.